# مسجد تيليلكا (بيرات)
مسجد إبراهيم باشا (بالألبانية: Xhamia e Ibrahim Pashës، بالإنجليزية: Ibrahim Pasha Mosque، بالتركية: İbrahim Paşa Camii)، والمعروف أيضا بمسجد تيليلكا (بالألبانية: Xhamia e Telelkave، بالإنجليزية: Telelka Mosque، بالتركية: Telelka Camii): هو مسجد تاريخي عثماني في بيرات، ألبانيا. هو نصب ثقافي ألباني وطني.
تم بناء المسجد بأمر من الوالي إبراهيم باشا فلورا في نهاية القرن الثامن عشر وأعيد بناؤه في 1852. في عهد الدكتاتورية الشيوعية لأنور خوجة، تم تدمير مئذنة مسجد إبراهيم باشا فلورا في 1967 وتحول المبنى إلى مصنع للأخشاب. يقع بالضبط بين مسجد الرصاص ومسجد الملك.
لا يزال المسجد يستخدم كورشة للخشب. الشخص الذي استخدم المسجد مستأجرًا من هيئة الفتوى المنتمية للمشيخة الإسلامية الألبانية.